# Château de La Volpilhère
Le château de La Volpilhère est un château ruiné situé sur un monticule dominant la vallée du Brezons sur la commune de Saint-Martin-sous-Vigouroux dans le Cantal.

## Description
Il comprenait une tour rectangulaire de quatre étages, coiffée de mâchicoulis, avec un corps de logis ajouté au XVIIe siècle, ainsi que deux tours et un escalier monumental à deux rampes.

## Historique
Le château appartenait d'abord à la famille de Gasc, puis à celle de Greil de La Volpilhère qui l'a conservé jusqu'en 1793, date à laquelle il a été dévasté par les révolutionnaires.

## Visites
Le château est actuellement visitable.